# Pretty Ricky
Pretty Ricky é um grupo musical de hip hop e R&B contemporâneo dos Estados Unidos. Formado em 1997 na cidade de Miami na Flórida.
Os seus álbuns são lançados pela gravadora Atlantic Records.

## Discografia
- Bluestars (2005)
- Late Night Special (2007)
- Pretty Ricky (2009)
- Bluestars 2 (2014)